# Lygistopterus
Lygistopterus — род жесткокрылых из семейства краснокрылов.

## Описание
Голова с головотрубкой. Переднеспинка без резко окаймлённых ячеек. Надкрылья с девятью продольными рёбрышками, без ячеек

## Систематика
В составе рода:
- Lygistopterus anorachilus Ragusa, 1883
- Lygistopterus sanguineus (Linnaeus, 1758)